# Onigocia bimaculata
Onigocia bimaculata är en fiskart som beskrevs av Knapp, Imamura och Sakashita 2000. Onigocia bimaculata ingår i släktet Onigocia och familjen Platycephalidae. Inga underarter finns listade i Catalogue of Life.